# Amtsbezirk Kirchberg an der Pielach
Der Amtsbezirk Kirchberg an der Pielach war eine Verwaltungseinheit im Mostviertel in Niederösterreich.
Der Amtsbezirk war der Kreisbehörde in St. Pölten unterstellt und besorgte deren Amtsgeschäfte vor Ort. Die Zuständigkeit erstreckte sich neben Kirchberg an der Pielach auf die damaligen Gemeinden Frankenfels, Grünau, Loich, Rabenstein, Schwarzenbach.
Der Amtsbezirk umfasste dabei 6 Gemeinden mit 7.733 Einwohnern (lt. Zählung von 1851).